# Ängskornlöpare
Ängskornlöpare (Amara communis) är en skalbagge i familjen jordlöpare.
Det är en medelstor (6-8 millimeter) starkt glänsande art. Skiljs från guldkornlöparen bland annat på dess antennfärg och groparna utformning på halsskölden. En allmän art i hela landet. Den föredrar ängsmark men går även att finna i skog, fuktmark med mera. Den vill ha mer växttäcke än guldkornlöparen.